# 400 mètres haies aux championnats du monde d'athlétisme
Pour un article plus général, voir Championnats du monde d'athlétisme.
Le 400 mètres haies fait partie des épreuves inscrites au programme des premiers championnats du monde d'athlétisme, en 1983, à Helsinki. 
Avec trois médailles d'or remportées, le Norvégien  Karsten Warholm est l'athlète le plus titré dans cette épreuve. La Marocaine Nezha Bidouane, l'Australienne Jana Pittman et la Tchèque Zuzana Hejnová détiennent quant à elles le record féminine avec 2 titres.
Les records des championnats du monde appartiennent, chez les hommes au Brésilien Alison dos Santos, auteur de 46 s 29 lors des mondiaux de 2022 à Eugene, et chez les femmes, à l'Américaine Sydney McLaughlin, créditée de 50 s 68 lors de ces mêmes championnats du monde (nouveau record du monde).

## Éditions
| Années | 83 | 87 | 91 | 93 | 95 | 97 | 99 | 01 | 03 | 05 | 07 | 09 | 11 | 13 | 15 | 17 | 19 | 22 | 23 | Total |
| ------ | -- | -- | -- | -- | -- | -- | -- | -- | -- | -- | -- | -- | -- | -- | -- | -- | -- | -- | -- | ----- |
| Hommes | X  | X  | X  | X  | X  | X  | X  | X  | X  | X  | X  | X  | X  | X  | X  | X  | X  | X  | X  | 19    |
| Femmes | X  | X  | X  | X  | X  | X  | X  | X  | X  | X  | X  | X  | X  | X  | X  | X  | X  | X  | X  | 19    |

## Hommes

### Historique

#### 1983-1995

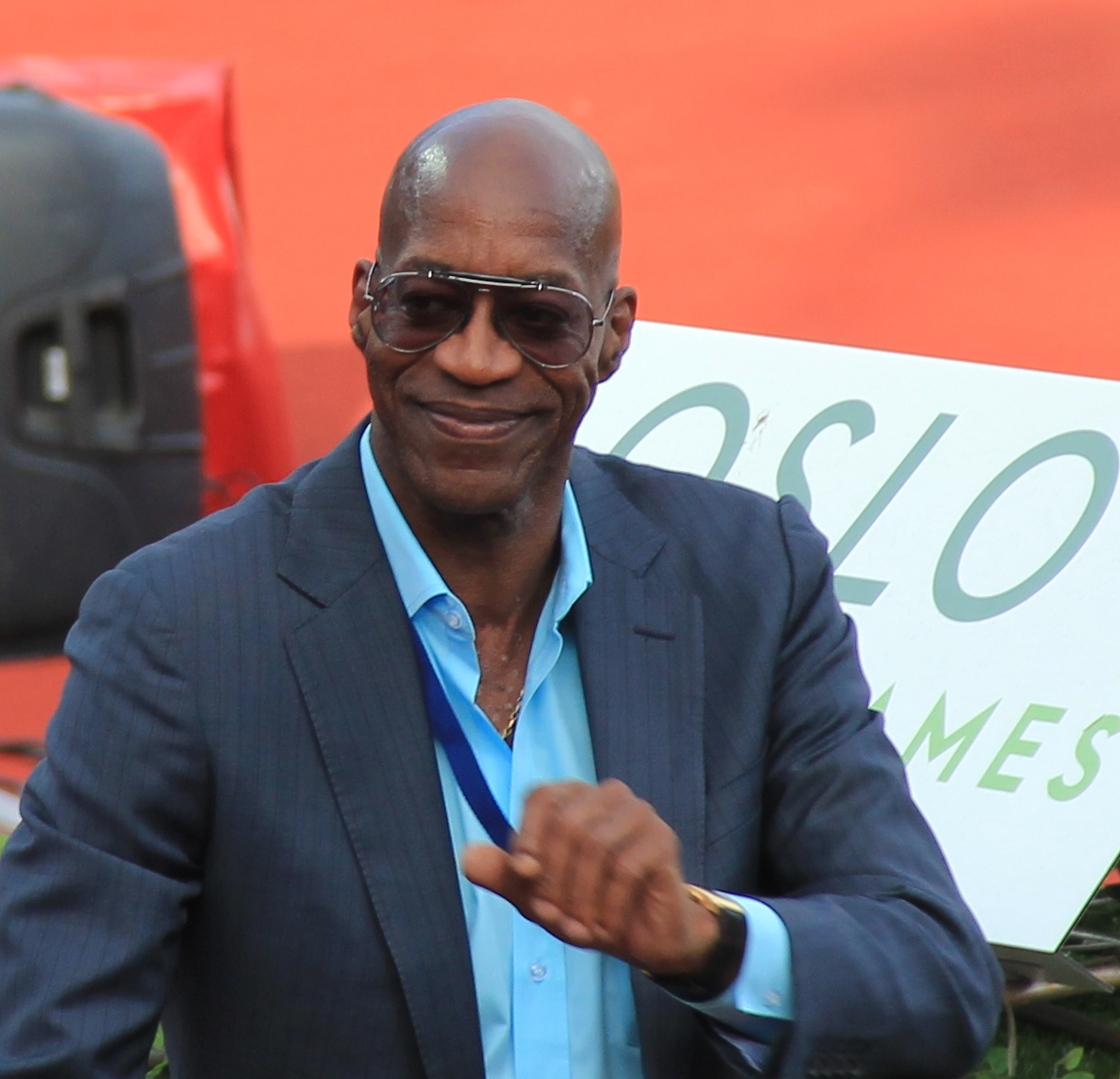
L'Américain Edwin Moses s'impose lors des deux premières éditions des championnats du monde, en 1983 à Helsinki et en 1987 à Rome.

Invaincu en 80 courses, L'Américain Edwin Moses est le grand favori de l'épreuve du 400 m haies des premiers championnats du monde, en 1983 à Helsinki. Vainqueur de sa série qualificative et des demi-finales en respectivement 49 s 54 et 48 s 11, il s'impose sans difficulté en finale en 47 s 50, laissant ses principaux adversaires, dont l'Allemand Harald Schmid et le Soviétique Aleksandr Kharlov, à plus d'une seconde.
Edwin Moses conserve son titre mondial deux ans plus tard aux championnats du monde 1987, à Rome. Placé au 3e couloir, derrière ses deux rivaux, Harald Schmid et Danny Harris, Edwin Moses remonte son décalage sur Harald Schmid vers la fin de la ligne droite opposée. Toutefois, Harris et Schmid, côte à côte, reviennent sur Moses dans la dernière ligne droite. Moses perd la plupart de son avance sur les deux poursuivants mais réussit à garder une infime marge sur la ligne d'arrivée en 47 s 46, meilleure performance mondiale de l'année. Il devance de 2/100e de seconde seulement Danny Harris et Harald Schmid (47 s 48 tous les deux) qui égale à cette occasion son propre record d'Europe.
En 1991, le Zambien Samuel Matete remporte le titre des championnats du monde de Tokyo en 47 s 64, devant le Jamaïcain Winthrop Graham et le Britannique Kriss Akabusi qui battent leurs records nationaux en respectivement 47 s 74 et 47 s 86.
Deux ans plus tard, l'Américain Kevin Young, champion olympique et détenteur du record du monde, s'impose lors des championnats du monde 1993 se déroulant à Stuttgart en Allemagne. Il établit un nouveau record des championnats en 47 s 18 et devance sur la ligne d'arrivée le tenant du titre Samuel Matete (47 s 60) et Winthrop Graham (47 s 62).
Figurant parmi les favoris des championnats du monde 1995 de Göteborg, l'Américain Derrick Adkins s adjuge son premier titre planétaire en 47 s 98, devançant de justesse Samuel Matete qui décroche sa troisième médaille consécutive en 48 s 03, et le Français Stéphane Diagana (48 s 14).

#### 1997-2005

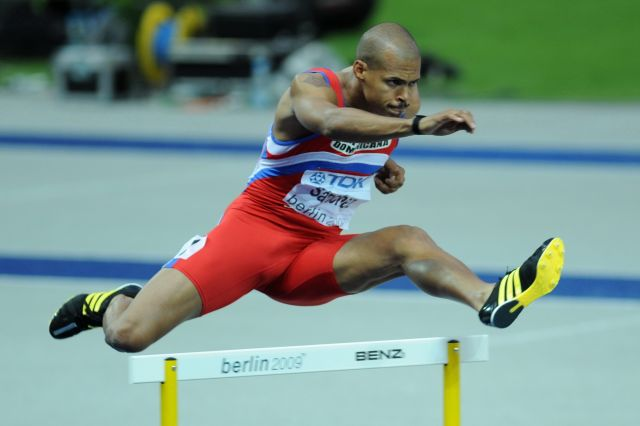
Le Dominicain Félix Sánchez remporte le titre mondial en 2001 et 2003, et la médaille d'argent en 2007.

Aux championnats du monde 1997 à Athènes, Stéphane Diagana remporte le 4 août 1997 la finale du 400 m haies en 47 s 70 (meilleure performance mondiale de l'année), devant le Sud-africain Llewellyn Herbert (47 s 86) et l'Américain Bryan Bronson (47 s 88). 
En 1999, à Séville, l'Italien Fabrizio Mori décroche la médaille d'or des championnats du monde en 47 s 72, devant Stéphane Diagana (48 s 12) et le Suisse Marcel Schelbert (48 s 12). Pour la première fois, trois européens figurent sur un podium mondial sur 400 m haies.
Le Dominicain Félix Sánchez remporte son premier grand titre international à l'occasion de championnats du monde 2001 d'Edmonton en établissant dans le temps de 47 s 49 la meilleure performance de l'année. Il devance sur le podium l'Italien Fabrizio Mori et le Japonais Dai Tamesue.
Deux ans plus tard, lors des championnats du monde 2003 à Saint-Denis, Félix Sánchez conserve son titre mondial en s'imposant dans le temps de 47 s 25, signant là encore la meilleure performance mondiale de l'année. L'Américain Joey Woody remporte la médaille d'argent et le Grec Periklís Iakovákis la médaille de bronze.
Aux championnats du monde 2005 se déroulant à Helsinki en Finlande, l'Américain Bershawn Jackson remporte la finale du 400 m haies devant son compatriote James Carter et le Japonais Dai Tamesue. Il établit en 47 s 30 un nouveau record personnel et devient par ailleurs le premier athlète américain à s'imposer sur la distance depuis Derrick Adkins en 1995. Félix Sánchez, double tenant du titre, est contraint à l'abandon en finale.

#### 2007-2015

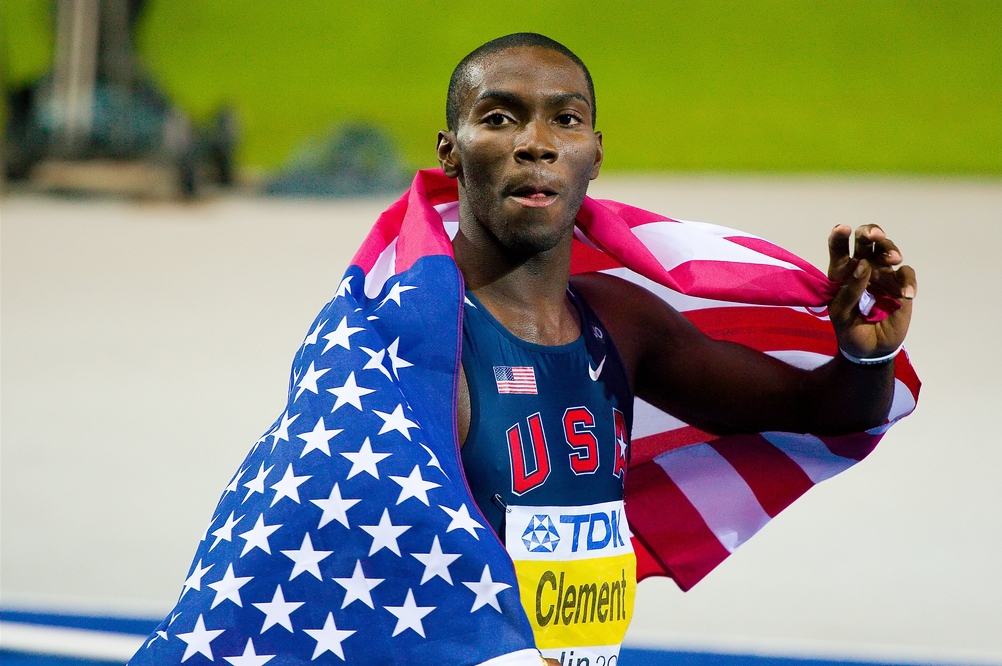
Kerron Clement, titré en 2007 et 2009.

En 2007, l'Américain Kerron Clement succède à Bershawn Jackson en remportant la finale des championnats du monde 2007 à Osaka au Japon, en établissant la meilleure performance mondiale de l'année 2009 en 47 s 61. Il devance Félix Sánchez qui réalise son meilleur temps de l'année en 48 s 01, et le Polonais Marek Plawgo qui établit un nouveau record de Pologne en 48 s 12.
Qualifié d'office pour les championnats du monde 2009 en tant que tenant du titre, Kerron Clement ne s'était aligné que sur 400 m plat lors championnats des États-Unis. Le 18 août 2009, il conserve son titre acquis deux ans plus tôt en établissant en 47 s 91 la meilleure performance mondiale de l'année. Il devance sur le podium le Portoricain Javier Culson qui établit un nouveau record national en 48 s 09 et son compatriote Bershawn Jackson, troisième en 48 s 23.
En 2011, le Britannique David Greene, champion d'Europe l'année précédente, remporte les championnats du monde de Daegu en Corée du Sud, en 48 s 26. Javier Culson remporte la médaille d'argent et le Sud-africain L. J. van Zyl la médaille de bronze.
Lors des championnats du monde 2013, à Moscou, le Trinidadien Jehue Gordon remporte le titre du 400 m haies, établissant en finale la meilleure performance mondiale de l'année en 47 s 69, et décrochant son premier titre planétaire, devant l'Américain Michael Tinsley (47 s 70) et le Serbe Emir Bekrić (48 s 05).
Aux championnats du monde 2015 de Pékin, le Kényan Nicholas Bett, situé au couloir extérieur, remporte la finale en 47 s 79, établissant la meilleure performance mondiale de l'année et un nouveau record du Kenya. Il devance le Russe Denis Kudryavtsev (48 s 05) et le Bahaméen Jeffery Gibson (48 s 17). Il est le premier athlète kényan à remporter un titre mondial sur 400 m haies, le deuxième africain après Samuel Matete en 1991.

#### Depuis 2017

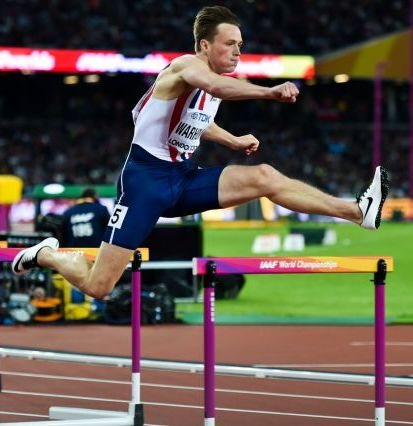
Karsten Warholm, champion du monde en 2017, 2019 et 2023.

En 2017, lors des Mondiaux de Londres, le Norvégien Karsten Warholm devient à 21 ans champion du monde du 400 m haies, en 48 s 35, battant pour le podium les médaillés olympiques Yasmani Copello (48 s 49) et Kerron Clement (48 s 52). En raison notamment des mauvaises conditions météorologiques (pluie), cette finale de 400 m haies est la plus lente de l'Histoire des championnats du monde. Warholm devient le premier Norvégien à remporter une course en 30 ans depuis Ingrid Kristiansen, championne du monde du 10 000 m en 1987 à Rome.
Karsten Warholm conserve son titre lors des championnats du monde de Doha en 2019, s'imposant en 47 s 42 devant l'Américain Rai Benjamin (47 s 66) et le Qatarien Abderrahman Samba (48 s 03).
Lors des championnats du monde 2022 à Eugene, le Brésilien Alison dos Santos devient le premier athlète de son pays à remporter un titre mondial en s'imposant en 46 s 29 avec un nouveau record des championnats et un nouveau record d'Amérique du Sud. Il devance les américains Rai Benjamin (46 s 89) et Trevor Bassitt (47 s 39). Karsten Warholm, champion du monde et olympique en titre, se classe 7e en 48 s 42.
En 2023, lors des championnats du monde de Budapest, Karsten Warholm devient le premier athlète à remporter un troisième titre de champion du monde sur 400 mètres haies, dépassant désormais le Dominicain Félix Sánchez et les Américains Edwin Moses et Kerron Clement au palmarès de l'épreuve. Il s'impose en finale en 46 s 89 et devance sur le podium l'athlète des Îles Vierges britanniques Kyron McMaster (47 s 34), et Rai Benjamin, médaillé pour la troisième fois consécutive (47 s 56). Le tenant du titre Alison dos Santos, blessé en début de saison, se classe 5e de l'épreuve après avoir pourtant réalisé le meilleur temps des demi-finales en 47 s 09, terminant juste derrière le Jamaïcain de 19 ans Roshawn Clarke, auteur d'un nouveau record du monde junior lors du tour précédent en 47 s 34.

### Palmarès
| Édition | Or                        | Argent                    | Bronze                     |
| ------- | ------------------------- | ------------------------- | -------------------------- |
| 1983    | Edwin Moses 47 s 50       | Harald Schmid 48 s 61     | Aleksandr Kharlov 49 s 03  |
| 1987    | Edwin Moses 47 s 46       | Danny Harris 47 s 48      | Harald Schmid 47 s 48      |
| 1991    | Samuel Matete 47 s 64     | Winthrop Graham 47 s 74   | Kriss Akabusi 47 s 86      |
| 1993    | Kevin Young 47 s 18       | Samuel Matete 47 s 60     | Winthrop Graham 47 s 62    |
| 1995    | Derrick Adkins 47 s 98    | Samuel Matete 48 s 03     | Stéphane Diagana 48 s 14   |
| 1997    | Stéphane Diagana 47 s 70  | Llewellyn Herbert 47 s 86 | Bryan Bronson 47 s 88      |
| 1999    | Fabrizio Mori 47 s 72     | Stéphane Diagana 48 s 12  | Marcel Schelbert 48 s 13   |
| 2001    | Félix Sánchez 47 s 49     | Fabrizio Mori 47 s 54     | Dai Tamesue 47 s 89        |
| 2003    | Félix Sánchez 47 s 25     | Joey Woody 48 s 18        | Periklís Iakovákis 48 s 24 |
| 2005    | Bershawn Jackson 47 s 30  | James Carter 47 s 43      | Dai Tamesue 48 s 10        |
| 2007    | Kerron Clement 47 s 61    | Félix Sánchez 48 s 01     | Marek Plawgo 48 s 12       |
| 2009    | Kerron Clement 47 s 91    | Javier Culson 48 s 09     | Bershawn Jackson 48 s 23   |
| 2011    | David Greene 48 s 26      | Javier Culson 48 s 44     | L. J. van Zyl 48 s 80      |
| 2013    | Jehue Gordon 47 s 69      | Michael Tinsley 47 s 70   | Emir Bekrić 48 s 05        |
| 2015    | Nicholas Bett 47 s 79     | Denis Kudryavtsev 48 s 05 | Jeffery Gibson 48 s 17     |
| 2017    | Karsten Warholm 48 s 35   | Yasmani Copello 48 s 49   | Kerron Clement 48 s 52     |
| 2019    | Karsten Warholm 47 s 42   | Rai Benjamin 47 s 66      | Abderrahman Samba 48 s 03  |
| 2022    | Alison dos Santos 46 s 29 | Rai Benjamin 46 s 89      | Trevor Bassitt 47 s 39     |
| 2023    | Karsten Warholm 46 s 89   | Kyron McMaster 47 s 34    | Rai Benjamin 47 s 56       |

### Multiples médaillés
| Rang | Athlète          | Pays                   | Période   | Or | Argent | Bronze | Total |
| ---- | ---------------- | ---------------------- | --------- | -- | ------ | ------ | ----- |
| 1    | Karsten Warholm  | Norvège                | 2017–     | 3  | 0      | 0      | 3     |
| 2    | Félix Sánchez    | République dominicaine | 2001–2007 | 2  | 1      | 0      | 3     |
| 3    | Kerron Clement   | États-Unis             | 2007–2017 | 2  | 0      | 1      | 3     |
| 4    | Edwin Moses      | États-Unis             | 1983–1987 | 2  | 0      | 0      | 2     |
| 5    | Samuel Matete    | Zambie                 | 1991–1995 | 1  | 2      | 0      | 3     |
| 6    | Stéphane Diagana | France                 | 1995–1999 | 1  | 1      | 1      | 3     |
| 7    | Fabrizio Mori    | Italie                 | 1999–2001 | 1  | 1      | 0      | 2     |
| 8    | Bershawn Jackson | États-Unis             | 2005–2009 | 1  | 0      | 1      | 2     |
| 9    | Rai Benjamin     | États-Unis             | 2019–2023 | 0  | 2      | 1      | 3     |
| 10   | Javier Culson    | Porto Rico             | 2009–2011 | 0  | 2      | 0      | 2     |
| 11=  | Harald Schmid    | Allemagne de l'Ouest   | 1983–1987 | 0  | 1      | 1      | 2     |
| 11=  | Winthrop Graham  | Jamaïque               | 1991–1993 | 0  | 1      | 1      | 2     |
| 13   | Dai Tamesue      | Japon                  | 2001–2005 | 0  | 0      | 2      | 2     |

### Records des championnats
| Temps   | Athlète           | Lieu      | Date               |
| ------- | ----------------- | --------- | ------------------ |
| 50 s 44 | André Phillips    | Helsinki  | 7 août 1983        |
| 50 s 12 | Aleksandr Kharlov | Helsinki  | 7 août 1983        |
| 49 s 54 | Edwin Moses       | Helsinki  | 7 août 1983        |
| 48 s 11 | Edwin Moses       | Helsinki  | 8 août 1983        |
| 47 s 50 | Edwin Moses       | Helsinki  | 9 août 1983        |
| 47 s 46 | Edwin Moses       | Rome      | 1er septembre 1987 |
| 47 s 18 | Kevin Young       | Stuttgart | 19 août 1993       |
| 46 s 29 | Alison dos Santos | Eugene    | 19 juillet 2022    |

## Femmes

### Historique

#### 1983-1995

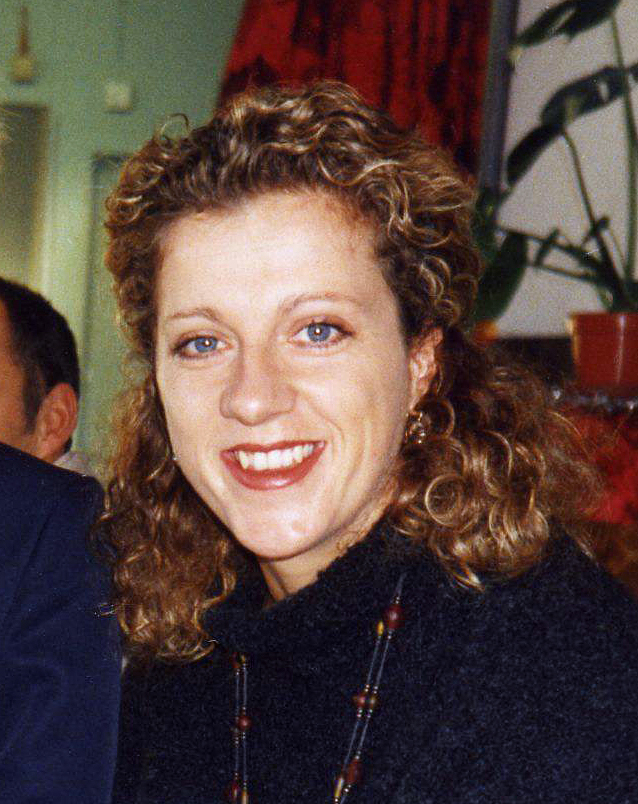
Sally Gunnell, championne du monde du 400 m haies en 1993.

La Soviétique Yekaterina Fesenko est la première championne du monde du 400 mètres haies. En 1983 à Helsinki, elle s'impose en finale dans le temps de 54 s 12, devançant d'un centième de seconde seulement sa compatriote Ana Ambrazienė, détentrice du record du monde, l'Est-allemande Ellen Fiedler complétant le podium en 54 s 55.
Quatre ans plus tard, en 1987 aux mondiaux de Rome, l'Est-allemande Sabine Busch s'empare de la médaille d'or en établissant un nouveau record des championnats du monde en 53 s 62. L'Australienne Debbie Flintoff-King est médaillée d'argent en 54 s 19 et l'autre Est-allemande Cornelia Ullrich médaillée de bronze en 54 s 31.
Lors des championnats du monde de 1991 à Tokyo, la Soviétique Tatyana Ledovskaya, vice-championne olympique en 1988 et championne d'Europe en 1990, devient championne du monde du 400 m haies en s'imposant dans le temps de 53 s 11, nouevau record de la compétition. Le podium est complété par la Britannique Sally Gunnell qui réalise un nouveau record du Royaume-Uni en 53 s 16 et l'Américaine Janeene Vickers, troisième en 53 s 47.
Championne du monde un an plus tôt à Barcelone, Sally Gunnell confirme son rang lors des championnats du monde 1993 à Stuttgart en s'emparant de la médaille d'or et en établissant un nouveau record du monde en 52 s 74, soit une amélioration de 20/100e de seconde de l'ancienne meilleure marque mondiale de la Soviétique Marina Stepanova établie en 1986. L'Américaine Sandra Farmer-Patrick, deuxième en 52 s 79, établit quant à elle un nouveau record d'Amérique du Nord, d'Amérique centrale et des Caraïbes, devançant sur le podium la Russe Margarita Ponomaryova, troisième en 53 s 48.
En 1995, aux mondiaux de Göteborg, la victoire revient à l'Américaine Kim Batten qui comme Sally Gunnell deux ans plus tôt, établit un nouveau record du monde en finale des championnats du monde en s'imposant dans le temps de 52 s 61. Sa compatriote Tonja Buford-Bailey décroche la médaille d'argent en 52 s 62 et la Jamaïcaine Deon Hemmings la médaille de bronze en 53 s 48 (record national).

#### 1997-2005

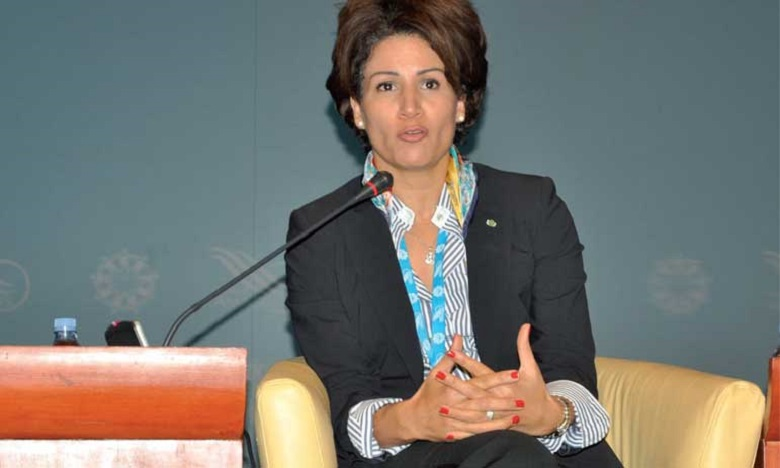
Nezha Bidouane, championne du monde en 1997 et 2001, et médaillée d'argent en 1999.

La Marocaine Nezha Bidouane devient championne du monde du 400 mètres haies en 1997 à Athènes. En 52 s 97, elle établit un nouveau record d'Afrique pour devancer la Jamaïcaine Deon Hemmings, championne olympique en 1996 à Atlanta, qui termine deuxième en 53 s 09, et la tenante du titre Kim Batten, médaillée de bronze en 53 s 52.
Deux ans plus tard, aux championnats du monde de 1999 à Séville, Nezha Bidouane échoue à remporter un deuxième titre mondial consécutif en étant battue d'un centième de seconde seulement par la Cubaine Daimí Pernía qui établit la meilleure performance mondiale de l'année en 52 s 89. Bidouane, médaillée d'argent en 52 s 90, améliore son propre record d'Afrique et devance une nouvelle fois Deon Hemmings, troisième en 53 s 16.
Nezha Bidouane décroche un second titre mondial en 2001 à Edmonton en établissant en finale la meilleure performance mondiale de l'année en 53 s 34. Elle devance de plus d'une seconde la Russe Yuliya Pechenkina, deuxième en 54 s 27 et la tenante du titre Daimí Pernía, troisième en 54 s 51. La Russe Irina Privalova, championne olympique l'année précédente à Sydney, déclare forfait pour cause de blessure.
Yuliya Pechenkina, qui a porté le record du monde à 52 s 34 quelques jours auparavant, est la grande favorite des championnats du monde 2003 se déroulant en France à Saint-Denis. Pourtant, la Russe ne se classe que troisième de la finale (53 s 71), devancée par l'Australienne Jana Pittman-Rawlinson qui franchit la première la ligne d'arrivée en établissant un nouveau record personnel en 53 s 22. L'Américaine Sandra Glover décroche la médaille d'argent en 53 s 65.
Lors des championnats du monde 2005 à Helsinki, Yuliya Pechenkina décroche enfin le titre mondial après avoir réalisé la meilleure performance mondiale de l'année en finale en 52 s 90. Deux Américaines complètent le podium en battant leur record personnel : Lashinda Demus obtient la médaille d'argent en 53 s 27 et Sandra Glover la médaille de bronze en 53 s 32. Parmi les favorites absentes, figure la Grecque Faní Halkiá, championne olympique un an auparavant à Athènes.

#### 2007-2015

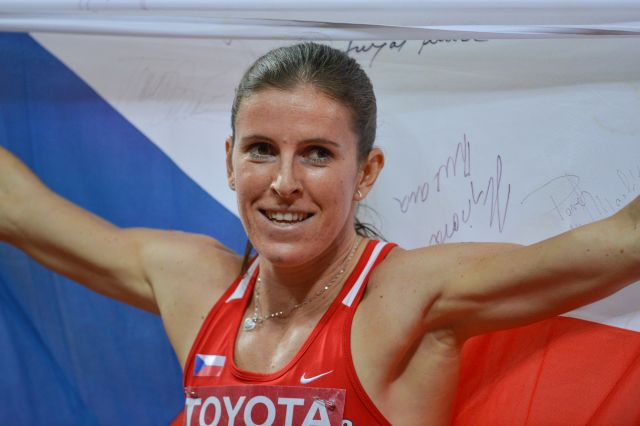
Zuzana Hejnová, championne du monde en 2013 et 2015.

Jana Pittman remporte son deuxième titre de championne du monde en 2007 à Osaka, égalant Nezha Bidouane titrée en 1997 et 2001, en s'imposant dans le temps de 53 s 31, devant la tenante du titre Yuliya Pechenkina (53 s 50) et la Polonaise Anna Jesień (53 s 92). Avec ses deux titres, Pittman rejoint sa compatriote Cathy Freeman au palmarès des championnes du monde australiennes.
En finale des championnats du monde de 2009, la Jamaïcaine Melaine Walker, championne olympique l'année passée à Pékin, décroche la médaille d'or en 52 s 42, améliorant le record des championnats du monde établi en 1995 par Kim Batten. Lashinda Demus obtient la médaille d'argent en 52 s 96 alors que la Trinidadienne Josanne Lucas s'empare de la médaille de bronze après avoir établi un nouveau record national en 53 s 20. 
Après ses deux médailles d'argent, Lashinda Demus décroche enfin le titre mondial à l'occasion des championnats du monde 2011 à Daegu. L'Américaine s'impose dans le temps de 52 s 47, temps constituant la meilleure performance mondiale de l'année, en devançant Melaine Walker, deuxième en 52 s 73 et Natalya Antyukh, troisième en 53 s 85.
En 2013 à Moscou, la Tchèque Zuzana Hejnová remporte le titre mondial en établissant en finale la meilleure performance mondiale de l'année ainsi qu'un nouveau record national en 52 s 83. Elle devance deux Américaines : Dalilah Muhammad, médaillée d'argent en 54 s 09 et la tenante du titre Lashinda Demus, de nouveau sur un podium mondial en 54 s 27. La Russe Natalya Antyukh, championne olympique un an plus tôt à Pékin, est éliminée en demi-finale.
Zuzana Hejnová est la première athlète à conserver son titre mondial sur 400 m haies à l'occasion des championnats du monde 2015 se déroulant à Pékin. Auteure une nouvelle fois de la meilleure performance mondiale de l'année, elle franchit la ligne d'arrivée en 53 s 50 et devance sur le podium les Américaines Shamier Little (53 s 94) et Cassandra Tate (54 s 02). Avec deux titres mondiaux, elle égale Nezha Bidouane et Jana Pittman.

#### Depuis 2017

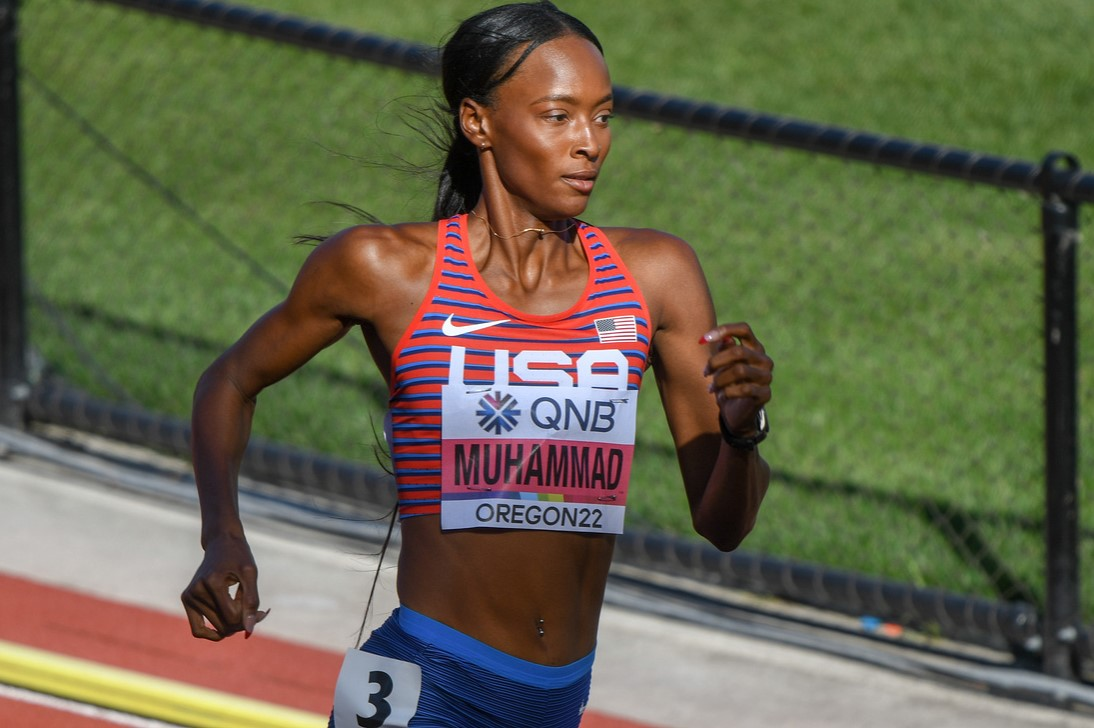
Dalilah Muhammad, championne du monde en 2019.

Aux championnats du monde de Londres en 2017, l'Américaine Kori Carter remporte son premier titre majeur en s'imposant au couloir 9 en 53 s 07 devant sa compatriote Dalilah Muhammad (53 s 50), qui était pourtant en tête avant la dernière haie. La Jamaïcaine Ristananna Tracey prend la médaille de bronze en 53 s 74, tandis que Zuzana Hejnova, double championne du monde en titre, termine au pied du pied du podium en 54 s 20.
Aux Mondiaux de Doha en 2019, Dalilah Muhammad décroche le premier titre mondial de sa carrière (après deux médailles d'argent en 2013 et 2017) en battant de 4 centièmes de seconde son propre record du monde en 52 s 16. Elle devance de seulement 7 centièmes de seconde sa compatriote Sydney McLaughlin, qui devient en 52 s 23 la deuxième meilleure athlète de tous les temps sur cette distance. La médaille de bronze revient à la Jamaïcaine Rushell Clayton en 53 s 74.
Championne olympique en 2021, et détentrice du record du monde en 51 s 90, établi quelques semaines plus tôt lors des sélections olympiques américaines, Sydney McLaughlin est la grande favorite des championnats du monde 2022, à Eugene. L'Américaine remporte le 23 juillet 2022 le titre mondial en 50 s 68, améliorant considérablement son propre record du monde (73/100e de seconde), et devenant la première athlète à franchir la barrière des 51 secondes après être passé sous celle des 52 secondes 13 mois plus tôt. Elle distance largement Femke Bol (52 s 27) et la tenante du titre Dalilah Muhammad (53 s 13), respectivement 2e et 3e de l'épreuve.

### Palmarès
| Édition | Or                         | Argent                        | Bronze                        |
| ------- | -------------------------- | ----------------------------- | ----------------------------- |
| 1983    | Yekaterina Fesenko 54 s 14 | Ana Ambrazienė 54 s 15        | Ellen Fiedler 54 s 55         |
| 1987    | Sabine Busch 53 s 62       | Debbie Flintoff-King 54 s 19  | Cornelia Ullrich 54 s 31      |
| 1991    | Tatyana Ledovskaya 53 s 11 | Sally Gunnell 53 s 16         | Janeene Vickers 53 s 47       |
| 1993    | Sally Gunnell 52 s 74      | Sandra Farmer-Patrick 52 s 79 | Margarita Ponomaryova 53 s 48 |
| 1995    | Kim Batten 52 s 61         | Tonja Buford-Bailey 52 s 62   | Deon Hemmings 53 s 48         |
| 1997    | Nezha Bidouane 52 s 97     | Deon Hemmings 53 s 09         | Kim Batten 53 s 52            |
| 1999    | Daimí Pernía 52 s 89       | Nezha Bidouane 52 s 90        | Deon Hemmings 53 s 16         |
| 2001    | Nezha Bidouane 53 s 34     | Yuliya Pechenkina 54 s 27     | Daimí Pernía 54 s 51          |
| 2003    | Jana Pittman 53 s 22       | Sandra Glover 53 s 65         | Yuliya Pechenkina 53 s 71     |
| 2005    | Yuliya Pechenkina 52 s 90  | Lashinda Demus 53 s 27        | Sandra Glover 53 s 32         |
| 2007    | Jana Pittman 53 s 31       | Yuliya Pechenkina 53 s 50     | Anna Jesień 53 s 92           |
| 2009    | Melaine Walker 52 s 42     | Lashinda Demus 52 s 96        | Josanne Lucas 53 s 20         |
| 2011    | Lashinda Demus 52 s 47     | Melaine Walker 52 s 73        | Natalya Antyukh 53 s 85       |
| 2013    | Zuzana Hejnová 52 s 83     | Dalilah Muhammad 54 s 09      | Lashinda Demus 54 s 27        |
| 2015    | Zuzana Hejnová 53 s 50     | Shamier Little 53 s 94        | Cassandra Tate 54 s 02        |
| 2017    | Kori Carter 53 s 07        | Dalilah Muhammad 53 s 50      | Ristananna Tracey 53 s 74     |
| 2019    | Dalilah Muhammad 52 s 16   | Sydney McLaughlin 52 s 23     | Rushell Clayton 53 s 74       |
| 2022    | Sydney McLaughlin 50 s 68  | Femke Bol 52 s 27             | Dalilah Muhammad 53 s 13      |
| 2023    | Femke Bol 51 s 70          | Shamier Little 52 s 80        | Rushell Clayton 52 s 81       |

### Multiples médaillées
| Rang | Athlète           | Pays               | Période   | Or | Argent | Bronze | Total |
| ---- | ----------------- | ------------------ | --------- | -- | ------ | ------ | ----- |
| 1    | Nezha Bidouane    | Maroc              | 1997–2001 | 2  | 1      | 0      | 3     |
| 2=   | Jana Pittman      | Australie          | 2003–2007 | 2  | 0      | 0      | 2     |
| 2=   | Zuzana Hejnová    | Tchéquie           | 2013–2015 | 2  | 0      | 0      | 2     |
| 4=   | Yuliya Pechonkina | Russie             | 2001–2007 | 1  | 2      | 1      | 4     |
| 4=   | Dalilah Muhammad  | États-Unis         | 2013–2022 | 1  | 2      | 1      | 4     |
| 4=   | Lashinda Demus    | États-Unis         | 2005–2013 | 1  | 2      | 1      | 4     |
| 7=   | Sally Gunnell     | Royaume-Uni        | 1991–1993 | 1  | 1      | 0      | 2     |
| 7=   | Melaine Walker    | Jamaïque           | 2009–2011 | 1  | 1      | 0      | 2     |
| 7=   | Sydney McLaughlin | États-Unis         | 2019–2022 | 1  | 1      | 0      | 2     |
| 7=   | Femke Bol         | Pays-Bas           | 2022–2023 | 1  | 1      | 0      | 2     |
| 11=  | Kim Batten        | États-Unis         | 1995–1997 | 1  | 0      | 1      | 2     |
| 11=  | Daimí Pernía      | Cuba               | 1999–2001 | 1  | 0      | 1      | 2     |
| 13   | Shamier Little    | États-Unis         | 2015–2023 | 0  | 2      | 0      | 2     |
| 14   | Deon Hemmings     | Jamaïque           | 1995–1999 | 0  | 1      | 2      | 3     |
| 15=  | Ellen Fiedler     | Allemagne de l'Est | 1980–1983 | 0  | 1      | 1      | 2     |
| 15=  | Sandra Glover     | États-Unis         | 2003–2005 | 0  | 1      | 1      | 2     |
| 17=  | Rushell Clayton   | Jamaïque           | 2019–2023 | 0  | 0      | 2      | 2     |

### Records des championnats
| Temps   | Athlète            | Lieu      | Date             | Records |
| ------- | ------------------ | --------- | ---------------- | ------- |
| 56 s 43 | Yekaterina Fesenko | Helsinki  | 8 août 1983      |         |
| 56 s 30 | Ana Ambrazienė     | Helsinki  | 8 août 1983      |         |
| 55 s 77 | Petra Pfaff        | Helsinki  | 9 août 1983      |         |
| 55 s 18 | Ana Ambrazienė     | Helsinki  | 9 août 1983      |         |
| 54 s 14 | Yekaterina Fesenko | Helsinki  | 10 août 1983     |         |
| 53 s 62 | Sabine Busch       | Rome      | 3 septembre 1987 |         |
| 53 s 11 | Tatyana Ledovskaya | Tokyo     | 29 août 1991     |         |
| 52 s 74 | Sally Gunnell      | Stuttgart | 19 août 1993     | WR      |
| 52 s 61 | Kim Batten         | Göteborg  | 11 août 1995     | WR      |
| 52 s 42 | Melaine Walker     | Berlin    | 20 août 2009     |         |
| 52 s 16 | Dalilah Muhammad   | Doha      | 5 octobre 2019   | WR      |
| 50 s 68 | Sydney McLaughlin  | Eugene    | 22 juillet 2022  | WR      |